# ارتش (فیلم ۱۹۴۴)
ارتش (انگلیسی: Army) فیلمی است که در سال ۱۹۴۴ منتشر شد. از بازیگران آن می‌توان به چیشو ریو و کینویو تاناکا اشاره کرد.